# قادرآباد (دامغان)
خیرقادرآباد یا قادرآباد روستایی در دهستان دامنکوه بخش مرکزی شهرستان دامغان استان سمنان ایران است. قادرآباد یکی از روستاهای بخش مرکزی دامغان است که با چند اثر تاریخی عمر بلندی در درازی تمدن ایران کهن دارد.
به جهت باغ‌های متعدد پسته، قادرآباد را باغستان پسته دامغان می‌نامند. قادرآباد نگین منطقه دامنکوه شهرستان دامغان و نزدیک‌ترین روستای پسته خیز به جاده بین‌المللی امام رضا (ع) است.
این روستای شهرستان کویری دامغان، مردمی قانع، صبور و مهمان‌نواز دارد. قادرآباد دامغان در استان سمنان و در کیلومتر ۳۰ در مجاورت جاده بین‌المللی تهران - مشهد واقع شده‌است، در این روستا حدود ۳۵ خانوار ساکن هستند که شغل اصلی مردم آن باغداری، کشاورزی و دامداری و… است.
این روستای شهرستان کویری دامغان، مردمی قانع، صبور و مهمان‌نواز دارد. قادرآباد دامغان در استان سمنان و در کیلومتر ۳۰ در مجاورت جاده بین‌المللی تهران - مشهد واقع شده‌است، چهارروستا حدود ۳۵ خانوار ساکن هستند که شغل اصلی مردم آن باغداری، کشاورزی و دامداری و… است.
به‌دلیل نبود برخی امکانات، بافت جمعیتی این روستای تاریخی امروزه بیشتر سالمند بوده و به‌دلیل مهاجرت به مناطق شهری، جوانان کمتری در آن زندگی می‌کنند.

## جاذبه‌های گردشگری
این روستا برخوردار از چهار قلعه تاریخی، آب انبار قدیمی، مسجد قدیمی روستا، بهره‌مندی از منطقه گردشگری و زیارتی بابا علی و..
آیین ویژه سوگواری محرم این روستا از دیگر جاذبه‌های مذهبی این روستای تاریخی است.

## معرفی قادرآباد در قرن گذشته
قادرآباد. دهی است از دهستان دامنکوه بخش حومهٔ شهرستان دامغان که در سی هزارگزی خاور دامغان و کنار شوسهٔ دامغان به شاهرود قرار دارد. زمین آن جلگه و هوای آن معتدل و دارای ۲۱۰ تن سکنه است. آب آن از قنات و محصولات آن غلات و پنبه و پسته و انگور و حبوبات و شغل مردم آن زراعت و گله داری و صنایع دستی و شغل زنان آن کرباس بافی است. (از فرهنگ جغرافیائی ایران ج ۳)

## مؤسسه فرهنگی شهید ممتازی
شهید پاسدار حسن ممتازی یگانه شهید روستای قادرآباد در عملیات والفجر مقدماتی سال ۶۱ به درجه رفیع شهادت نائل شدند.
حجت الاسلام والمسلمین مهدی نوروزنیا طلبه حوزه علمیه قم، جانباز دفاع مقدس و مسئول فرهنگی دانشگاه علمی کاربردی، مؤسسه ای را برای مردم شریف روستای قادرآباد به نام: "کانون فرهنگی و هنری شهید حسن ممتازی " تأسیس نموده‌اند.

## جمعیت
بر پایه سرشماری عمومی نفوس و مسکن در سال ۱۳۹۵ جمعیت این روستا ۸۵ نفر (در ۲۳ خانوار) بوده‌است.